# Chapelle Saint-Thyrse de Maransan
La chapelle Saint-Thyrse de Maransan (ou chapelle Saint-Tyrce de Maransan) est une chapelle romane située à Bagnols-sur-Cèze dans le département français du Gard en région Occitanie.

## Localisation
La chapelle se situe à deux kilomètres au nord-est de Bagnols-sur-Cèze, au débouché d'un ancien gué de la Cèze.
Elle se dresse au bout du chemin Maransan auquel on accède à partir de la route N86 par le chemin Carmignan.
Elle se situe sur un domaine qui produit du vin des Côtes-du-rhône villages.

## Historique
La chapelle a été bâtie au XIIe siècle.
Le prieuré de Saint-Tyrce de Maransan appartenait au diocèse d'Uzès et plus précisément au doyenné de Bagnols et a été uni en 1375 par le pape Grégoire XI à l’abbaye de Valsauve, transférée cette année-là à Bagnols.
La chapelle a pu constituer une dépendance du Manoir de Maransan, tout proche.
La chapelle, qui tire son vocable de saint Thyrse, un diacre chrétien de Smyrne, envoyé en Gaule au IIe siècle par saint Polycarpe pour prêcher l'Évangile, est mentionnée en 1314 sous le nom sous le nom d'Ecclesia de Maransano et en 1518 sous le nom d'Ecclesia Sancti-Tyrcii de Maranssano.
Des sépultures ont été retrouvées dans un fossé à l'ouest de la chapelle : elles pourraient correspondre à une nécropole médiévale dépendant de celle-ci.

## Architecture

### La nef
La nef, couverte de lauzes, est édifiée en pierre de taille assemblée en grand appareil présentant des traces d'appareil alterné (opus monspelliensis).
Chacune de ses façades latérales est soutenue par deux puissants contreforts d'épaisseur inégale.
La façade méridionale est percée d'une porte cintrée, de deux baies et de trous de boulin (trous destinés à ancrer les échafaudages).
Le pignon qui surplombe le chevet est percé d'une baie murée, en forme de croix, et est orné d'une belle corniche moulurée.

### Le chevet
La chapelle possède un beau chevet semi-circulaire composé d'une abside unique édifiée en pierre de taille assemblée en grand appareil et couverte de tuiles.
Cette abside possède une fenêtre axiale murée et une fenêtre orientée au sud, à simple ébrasement.
|  |  |  |

La corniche de l'abside est ornée de motifs sculptés, végétaux ou géométriques, dont l'un, énigmatique, semble figurer une pioche et trois portes cintrées.
|  |  |  |

### Les marques de tâcheron
La chapelle présente de belles marques de tâcheron, tant sur l'abside que sur la nef.
On notera, sur l'abside, un signe en forme de lettre B couchée au-dessus de la fenêtre axiale murée et, sur la façade méridionale de la nef, une patte d'oie, un signe en forme de lettre M surmonté d'une barre et un signe en forme de lettre P couchée.
|  |  |  |